# J. C. Schütz
Johan Christher Schutz é um cantor, músico e compositor sueco. 
Outras artistas gravaram versões das músicas de Schütz. Aline de Lima gravou para seu segundo CD Açaí, a música Som om ingenting har hänt (Como se nada aconteceu), e a cantora japonesa Toki Asako gravou Let the sunlight in para seu disco Touch de 2009. Em 2008 o Takarazuka Revue, uma companhia grande de teatro japonesa, traduziu e usou sua música Passion em um de seus shows que também foi lançado em CD e DVD. Em 2011 ele traduziu três músicas brasileiras no CD Apaixonada da cantora sueca Nina Ripe, Retrato em branco e preto, A Volta, e Encontros e despedidas. O album foi indicado ao melhor álbum de jazz do ano.
Lançou o seu primeiro CD Passion em 2004, uma viagem de exploração de bossa nova e jazz. O segundo CD Blissa Nova se tornou mais ao música do Brasil, e também tinha uma participação especial da cantora brasileira Aline de Lima) no dueto This Sadness (Tristeza do Luiz Bonfá), onde Schütz canta a letra em Inglês e de Lima canta a letra original em Português. O CD também tinha versões em Inglês das músicas Eu vim da Bahia (Gilberto Gil), Pra que Chorar (Vinicius de Moraes/Baden Powell) e duas músicas suecas.
No terceiro CD C'est La Vie ele experimentou com World music, chanson e rítmos africanos, ao lado de cantar a maioria das músicas em sueco.
Em 2011 Schütz lançou dois singles de caridade - Peace! (Give the people the power back), para suportar os demonstrações de democracia na África do Norte e Hold on now, para ajudar as vítimas do maremoto do Japão e foi a primeira vez que utilizou o nome da artista Peacebird. No album Peacebird, também lançado em 2011, se distançou um pouco do música brasileira em favor da música de soul e funk.
Beautiful Place, lançado em 2013, foi mais acústico, com instrumentos como piano acústico e contrabaixo. Schütz toca o cavaquinho em todos os seus álbuns desde 2007, mas foi a primeira vez que ele tocou o berimbau numa gravação. 

## Discografia
- Bull Rider Boy (Trilha sonora) (2019)
- Tivolisaga - Gravação do elenco original (2018)
- Beautiful Place (2013)
- Peacebird (2011)
- C'est La Vie (2009)
- Blissa Nova (2007)
- Passion (2004)

1. ↑  宙組大劇場公演ライブCD「Passion 愛の旅」, 宝塚クリエイティブアーツ, consultado em 6 de agosto de 2019
2. ↑  oj-admin (21 de março de 2012). «NINA RIPE Apaixonada/Brazilian stories». OrkesterJournalen (em sueco). Consultado em 6 de agosto de 2019
3. ↑  «Östgötsk solgosse». www.corren.se. 20 de novembro de 2007. Consultado em 6 de agosto de 2019